# Fresnelscher Biprismaversuch

Schema des fresnelschen Biprismaversuchs

Der fresnelsche Biprismaversuch ist ein von Augustin Jean Fresnel vorgestellter optischer Versuchsaufbau. Er wurde ähnlich wie der fresnelsche Doppelspiegel zur Demonstration von Interferenzerscheinungen genutzt.
Statt einer Punktlichtquelle oder einer Lichtquelle mit parallelem Strahlengang verwendete er ein Biprisma. An diesem wird das Licht so gebrochen, als käme es nicht aus einer divergenten, sondern aus zwei getrennten, virtuellen Lichtquellen (siehe Abbildung Punkte L1 und L2). Diese beiden Strahlenbündel, die sich hinter dem Biprisma aufweiten, überlagern sich in gleicher Weise wie beim Fresnelschen Spiegelversuch im schraffierten Bereich (siehe Abbildung). Dadurch kann man dort nichtlokalisierte Interferenzen beobachten.
In Fresnels Versuchsanordnung strahlte eine Lichtquelle durch einen Einfachspalt auf die Oberfläche des Biprismas. An einem dahinter aufgestellten Schirm lassen sich nun Interferenzerscheinungen beobachten. Heute werden statt eines Einfachspalts Optiken zur Erzeugung eines parallelen Strahlengangs verwendet.